# Cerkiew Przemienienia Pańskiego w Szprotawie
Cerkiew Przemienienia Pańskiego w Szprotawie – cerkiew greckokatolicka w Szprotawie, w województwie lubuskim. Mieści się przy ulicy Koszarowej 13.
Jest to świątynia mieszcząca się w budynku pokoszarowym z początku XX wieku (poświęcona w dniu 21 sierpnia 1993 roku). Parafia greckokatolicka w Szprotawie istnieje od 1961 roku. Należy do eparchii wrocławsko-koszalińskiej.